# الشارع الأخضر 3: لا تتراجع أبدا (فلم)
الشارع الأخضر 3: لا تتراجع أبدا (بالإنجليزية: Green Street 3: Never Back Down) هو فيلم جريمة درامي تم إنتاجه في المملكة المتحدة، صدر سنة 2013، من بطولة سكوت أدكنز وكاسي بارنفيلد وجوي انساه وهو الجزء الثالث من سلسلة أفلام «الشارع الأخضر».

## القصة
يعود زعيم قديم إلى الشارع الأخضر، بعد أن تلقى رسالة تخبره بأن شقيقه الصغير قد قتل، لكن هل مازال قادر على التعامل مع النوع الجديد من الشغب، وهل سيتكمن من إيجاد قاتل شقيقه؟.

## روابط خارجية
- مقالات تستعمل روابط فنية بلا صلة مع ويكي بيانات